# Miňovce, Stropkov
Miňovce este o comună slovacă, aflată în districtul Stropkov din regiunea Prešov. Localitatea se află la altitudinea de 168 m deasupra n.m., se întinde pe o suprafață de 6 km2 și în 2017 număra 330 de locuitori.

## Istoric
Localitatea Miňovce este atestată documentar din 1430.

## Demografie
| An:                | 1994 | 2004 | 2014   | 2024   |
| ------------------ | ---- | ---- | ------ | ------ |
| Număr de persoane: | 348  | 348  | 329    | 338    |
| Diferență:         |      | +0%  | −5,45% | +2,73% |

| An:                | 2023 | 2024   |
| ------------------ | ---- | ------ |
| Număr de persoane: | 339  | 338    |
| Diferență:         |      | −0,29% |